# مركز الطب الجامعي هامبورغ-إيبندورف

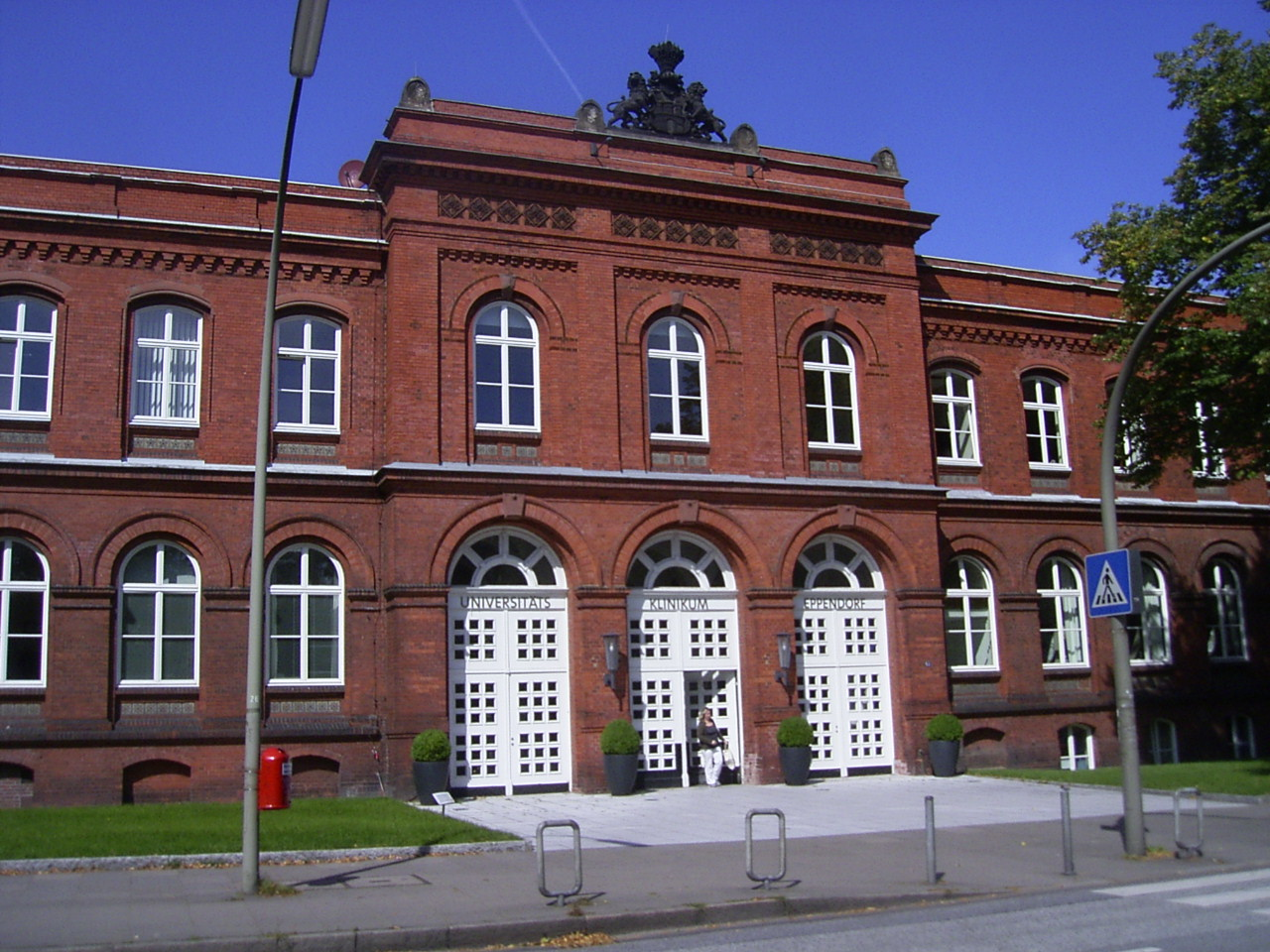
منظر أمامي لمركز الطب الجامعي هامبورغ– ايبندورف

تم تأسيس «مركز الطب الجامعي هامبورغ– ايبندورف» سنة 1889 م على مساحة شاسعة في محافظة ايبندورف في ضواحي هامبورغ ليصبح لاحقاً مستشفى جامعياً وذلك سنة 1934م، يوفر جميع أنواع العلاج الطبي بالإضافة إلى القيام ببحوث في كافة المجالات الطبية.
لقد تم تدشين المبنى الجديد التابع لمركز الطب الجامعي في 9 يناير (كانون الثاني) 2009، الأمر الذي يجعله أحدث مركز طبي في جميع أنحاء أوروبا. ويوجد حالياً في المستشفى الجامعي هامبورغ- ايبندورف 14 قسماً والتي تضم أكثر من 80 عيادة وعيادات متعددة الاختصاصات ومعاهد للأبحاث والتي تقوم بأعمالها في شتى المجالات.
وتمزج هذه العيادات بين عدة أنشطة بما في ذلك العلاج الطبي والأبحاث والتعليم، وهي جزء من هيئة التدريس بالجامعة. و يعتبر هذا المزيج ناجحاً للغاية بفضل إدماج آخر نتائج الأبحاث ومستجدات العلوم الطبية مباشرة في العمل السريري للأطباء، وذلك بعد عملية تحقق شامل من صحتها، مما يؤدي إلى بلوغ أرقى مستويات العلاج الطبي في مختلف عيادات المراكز الطبية الجامعية ويسلط الضوء على أهمية العلوم التي تمارس بشكل مكثف في العيادة.
واليوم يوجد في في المستشفى الجامعي هامبورغ- ايبندورف أكثر من 8.000 موظف، منهم 2.000 طبيب ويمتلك المستشفى عدد أسرة يزيد على 1.500 سرير. وفي كل عام يتم علاج 67.000 مرضى من داخل المستشفى و262.000 من خارجها، بالإضافة إلى 52.000 من الحالات الطارئة. ومن التطورات الأخرى التي طرأت كان افتتاح مركز لإعادة التأهيل ومركز للطب الصيني التقليدي على أرض المستشفى. كما حاز مركز السرطان في المستشفى على جائزة لكونه أحد أفضل المراكز في ألمانيا، كما وتدعمه جمعية السرطان ألمانيا. تمثل هذه التطورات العلامة الفارقة التي حققها المستشفى الجامعي على مدى السنوات الماضية، مع وجود الكثير من المشاريع المخططة للسنوات القادمة.

## أقسام المستشفى

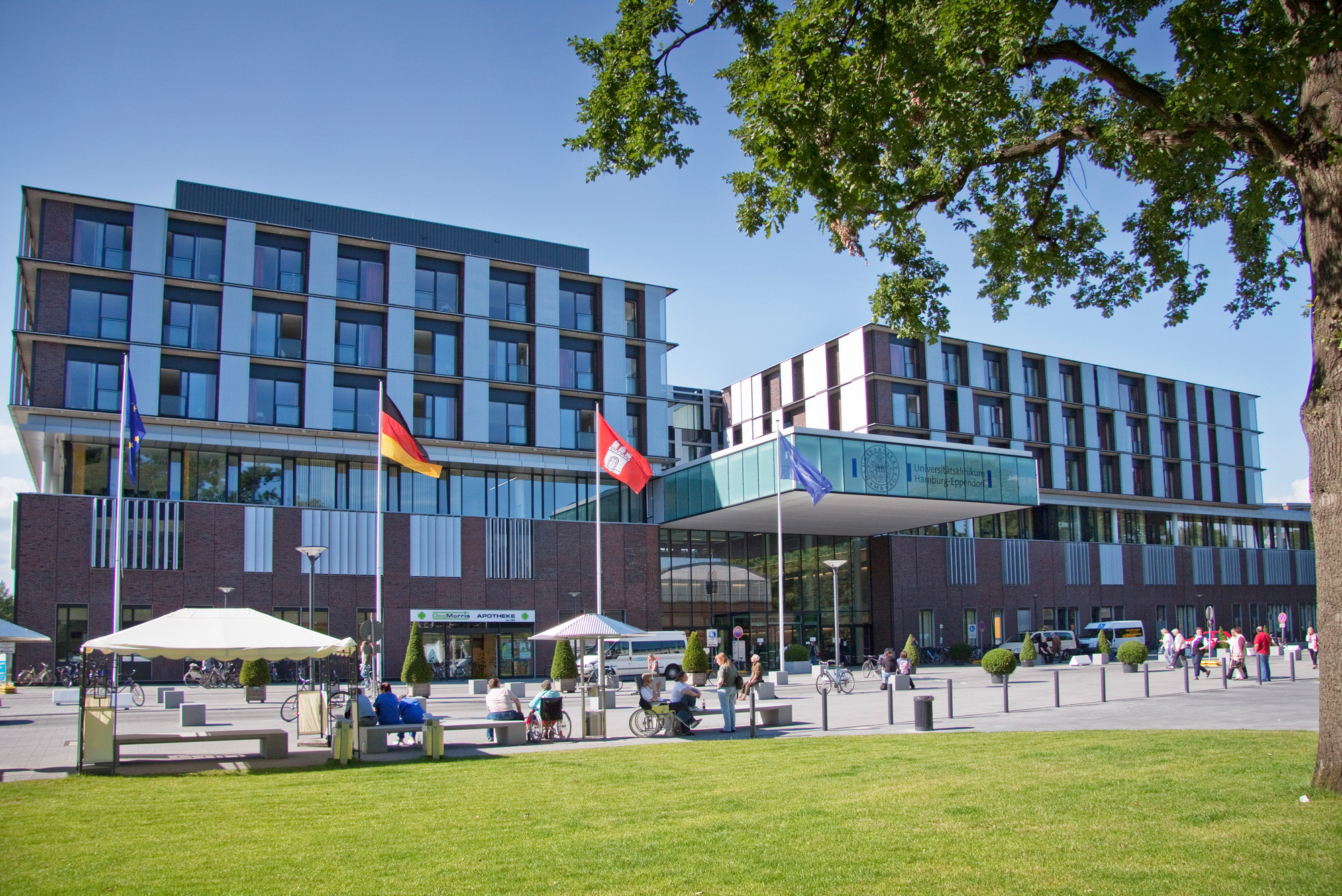
مدخل مركز الطب الجامعي هامبورغ– ايبندورف

يضم مركز الطب الجامعي العديد من الأقسام باختصاصاتها العديدة وذلك لتقديم مختلف أنواع العلاجات للمرضى. ومن ضمن هذه الأقسام نذكر:

### المركز الجامعي للسرطان بهامبورغ (UCCH)
يعد المركز الجامعي للسرطان بهامبورغ مركزاً للسرطان يعتمد على عديد الاختصاصات في نفس الوقت الذي يجمع بروفسورات من عدة أقسام طبية معا لعلاج مريض واحد. ويعالج كل أنواع السرطان المعروفة مثل سرطان الثدي والسرطان المعدي المعوي وسرطان الدم وكذلك أنواع كثيرة من السرطانات النادرة. ويتكون المركز الجامعي للسرطان بهامبورغ من فريق من البروفسورات والأطباء ذوي التجربة الهامة والكفاءة العالية. ويتم القيام بتشخيصات دقيقة وشاملة قبل البدء بأي مرحلة علاج. وهي تعرف بالمرحلة الأولى للورم. ويقوم المريض وعائلته بمناقشة نتائج التشخيصات بالإضافة إلى العلاج وذلك مع البروفيسور المختص والمتكفل بالمريض.
وتوجد ثلاثة طرق اختيارية للعلاج وذلك وفقا لحالة المريض:
- العلاج الجراحي
- العلاج الكيميائي
- العلاج بالأشعة

و يتم أيضا الأخذ بعين الاعتبار طرق العلاج الاختيارية الأخرى مثل العلاج بالمناعة والعلاج بالهرمونات.
وأوجد أخصائيو العلاج الطبيعي طريقة علاج جسدية شخصية لكل مريض وذلك عند غياب العلاج الجراحي أو الجراحة طفيفة التوغل. ويرافق بروفسورات مختصين في تسكين الألم المريض خلال فترة علاجه. ويقدم أيضا دعما نفسانيا من قبل مختصين في علم النفس.
يقدم للمرضى مزيج من التجربة المتخصصة على المدى الطويل في التشخيص والعلاج الجراحي أو بدون تدخل جراحي في بيئة متعددة الاخصاصات. وعلاوة على ذلك، تركز على متابعة البحث والتعليم. ويتم الأخذ بعين الاعتبار الأبحاث والمعلومات حول آخر الدراسات الخاصة بالأورام في العمل اليومي للأساتذة والأطباء في المركز.

### مركز أمراض القلب الجامعي (UHZ)
يضم المركز الجامعي للقلب كل الاختصاصات الفرعية الحديثة المتصلة بأمراض القلب مثل طب القلب وأمراض الجهاز اللمفاوي وجراحة القلب والأوعية الدموية وجراحة القلب لدى الأطفال والتشوهات الخلقية للقلب.

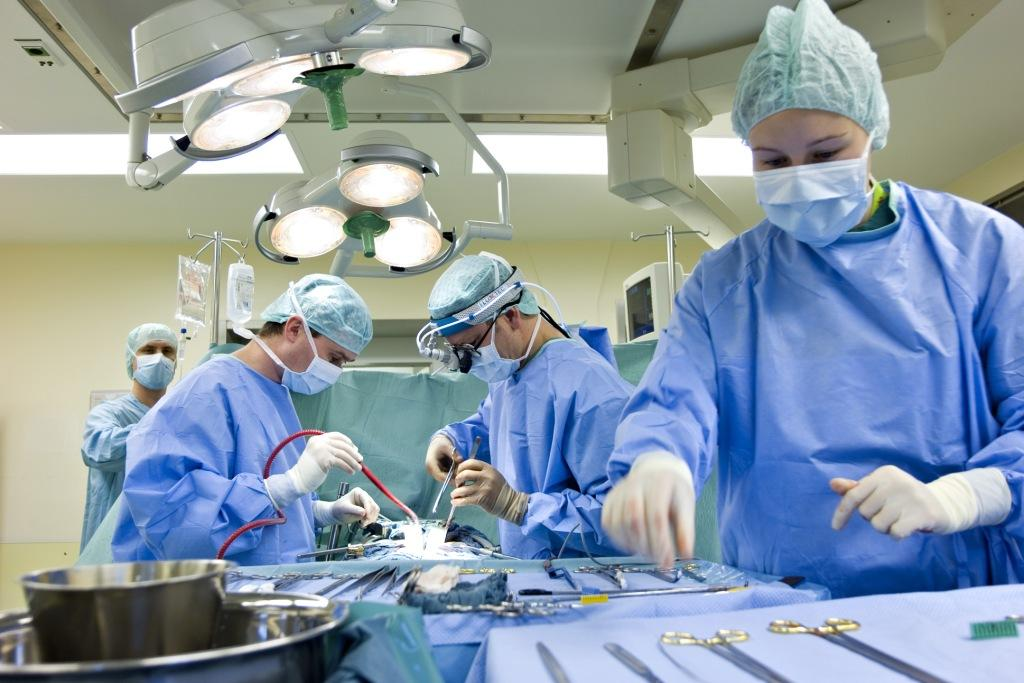
مركز الطب الجامعي هامبورغ– ايبندورف

إضافة إلى التشخيص والتدخلات التحفظية والعمليات الجراحية يشمل العلاج الطبي في المركز الجامعي للقلب برامج طبية خاصة سعيا لتحقيق حياة صحية جيدة في الفترة التي تلي مغادرة المستشفى. فيناقش كل من المرضى وذويهم والبروفسورات والأطباء وأخصائيي العلاج الطبيعي وأخصائيي التغذية ما يجب على المريض القيام به في المنزل إثر العملية. يوفر المركز الجامعي للقلب وحدات عناية انتقالية ووحدة عناية للمرضى المقيمين وعيادات مختصة للمرضى الغير مقيمين والعناية بالقلب عن طريق القياس عن بعد خاصة للذين يشكون من اضطراب النظم.
وقد مكن انضمام المركز الجامعي للقلب إلى مركز الطب الجامعي هامبورغ ايبندورف من التعامل مع العيادات الأخرى بالمركز.

### الرضوح واليد والجراحة الترميمية
يركز هذا القسم على الوقاية الجراحية وإعادة بناء العظام والأعضاء والأنسجة التي تضررت في حادث أو التي سببتها الكسور أثناء الطفولة. كما يركز على أمراض ترقق العظام والإصابات العمرية واختصاص الإصابات المتعددة التي تهدد الحياة والمرضى من كبار السن وإصابات الحوض والكتف والعمود الفقري الشديدة والتهابات العظام والأورام وكذلك اصابات الركبة .

## المكتب الدولي
يعد المكتب الدولي قسماً خاصاً للمركز الطبي الجامعي، هامبورغ ايبندورف والمخصص لتلبية احتياجات المرضى والأطباء من أنحاء العالم.
ويتألف المكتب الدولي من ثلاث أقسام رئيسية:
- الدعم الإداري للمرضى الدوليين.
- الدعم الإداري للأطباء الزوار.
- دعم البعثات

وبهذا التقسيم يمكن للمستشفى أن ترافق المرضى في جميع الأمور الإدارية والتنظيمية أثناء إقامتهم. وفيما يتعلق بالثنوع الثقافي والديني، فيقوم المكتب بالاهتمام بهذا وذلك من خلال مديري الحالات المتواجدين في المستشفى الذين يتكلمون الإنجليزية والعربية والروسية بطلاقة، والذين يهتمون بتأمين إجراءات يسيرة لجميع المرضى القادمين.
وخلال برامج التبادل والتدريب، يساعد المكتب الدولي الأطباء الزوار والعلماء من خلال تأمين الخدمات الإدارية التي تكمل التدريب الذي تقدمه كليات الطب الفردية.

## وصلات خارجية
- مركز طب الأطفال والتوليد
- مركز الطب الباطني
- مركز العلوم العصبية السريرية
- مركز الطب الجراحي
- مركز الطب النفسي
- مركز طب الأسنان والفم
- مركز التشخيص
- <a%20href="/index.php">%7C%20Home</a>%20>%20%20%20Zentren مركز الأشعة والتنظير
- مركز الطب التجريبي
- مركز البيولوجيا العصبية الجزيئية
- قسم طب العيون
- مركز التخدير وطب العناية المركزة